# The North Borders
Albums de Bonobo
Black Sands(2010) Migration
(2017)
The North Borders est le cinquième album de Bonobo.

## Liste des titres
1. First Fires (Featuring Grey Reverend) – 4:38
2. Emkay - 5:26
3. Cirrus - 5:52
4. Heaven For The Sinner (Featuring Erykah Badu) - 4:10
5. Sapphire - 4:48
6. Jets  - 4:35
7. Towers (Featuring Szjerdene) - 3:37
8. Don't Wait - 5:18
9. Know You  - 4:05
10. Antenna  - 3:32
11. Ten Tigers - 4:04
12. Transits (Featuring Szjerdene) - 4:21
13. Pieces (Featuring Cornelia) - 4:28